# Henry Léauté
Henry Charles Victor Jacob  Léauté, född 1847 i Brittiska Honduras, död 1916 i Paris, var en fransk ingenjör och matematiker. Han var far till André Léauté.
Léauté studerade från 1866 vid École polytechnique i Paris. Åren 1895–1904 var han professor i mekanik där. Léauté deltog i fransk-tyska kriget 1870–1871 och dömdes till döden av Pariskommunen, då han vägrade att anta något offentligt ämbete i kommunardernas tjänst. Han lyckades rädda sitt liv genom att fly till Toulouse. Léauté sysselsatte sig med reglering och fjärrstyrning av maskiner. År 1880 tilldelades han Ponceletpriset och 1890 blev han ledamot av Académie des sciences.